# Fegyveres Erők Milan Rastislav Štefánik Tábornok Akadémiája
A Fegyveres Erők Milan Rastislav Štefánik Tábornok Akadémiája (szlovákul: Akadémia ozbrojených síl generála Milana Rastislava Štefánika) állami katonai főiskola a szlovákiai Liptószentmiklóson, névadója Milan Rastislav Štefánik szlovák államférfi. Az akadémia 2004-es alapítása óta három szinten kínál képzést. Jelenlegi rektora Jozef Puttera.

## Története
Katonai akadémia létrehozásáról Liptószentmiklóson elnöki rendelet határozott 1972-ben, a Csehszlovák-szovjet Barátság Haditechnikai Főiskola (Vysoká vojenská technická škola Československo-sovietskeho priateľstva) 1973-ban nyitotta meg kapuit. Pozsonyban ekkor már működött a Klement Gottwald Katonai és Politikai Akadémia, amely 1989-ben szűnt meg és helyére a Katonai Pedagógiai Főiskola lépett. 1993-ban mindkét katonai főiskola a Liptószentmiklósi Katonai Akadémiában egyesült (Vojenská akadémia v Liptovskom Mikuláši).
A szlovák felsőfokú katonai képzés 2004-ben esett át újabb változáson, amikor létrejött a Fegyveres Erők Milan Rastislav Štefánik Tábornok Akadémiája, valamint a továbbképzéseknek helyt adó Hadik András Tábornagy Nemzetvédelmi Akadémia (Národná akadémia obrany maršala Andreja Hadika), utóbbi 2008-ban megszűnt.
Az akadémia diákjainak a felvételi folyamat során meg kell felelniük a hadseregbe való felvétel feltételeinek, tanulmányaik során hivatásos katonákká válnak.

## Szerkezet
Az egyetem nem tagolódik önálló karokra, csupán tanszékekre:
- Logisztikai Tanszék (Katedra logistického zabezpečenia)
- Elektronikai Tanszék (Katedra elektroniky)
- Gépészeti Tanszék (Katedra strojárstva)
- Informatikai Tanszék (Katedra informatiky)
- Természettudományi és Nyelvi Tanszék (Katedra spoločenských vied a jazykov)
- Testnevelés és Sport Tanszék (Katedra telesnej výchovy a športu)
- Biztonsági és Védelmi Tanszék (Katedra bezpečnosti a obrany)
- Hadászati és Hadművészeti Tanszék (Katedra vojenskej taktiky a operačného umenia)

## Híres hallgatók
- Martin Farkaš – a hejcei légikatasztrófa egyetlen túlélője
- Jaroslav Naď – politikus, hadügyminiszter
- Peter Vojtek – Szlovákia haderejének vezérkari főnöke